# アスチルベ
アスチルベはユキノシタ科チダケサシ属の多年草植物。特にこのうちで園芸用に改良されたものを含む一連の観賞用に栽培されるものをこう呼ぶ。ショウマ（升麻）、アワモリショウマ（泡盛升麻）、アワモリソウ(泡盛草)、アケボノショウマ（曙升麻）、チダケサシの別名を持つ。
アスチルベの語源は、ギリシャ語の"a"（-がない）と"stilbe"（輝き）の合成であり、地味なことを意味しているといわれるが、そのフワフワと煙るように見える独特の花は、遠くからでもよく目立ち、近年のガーデニングブームとともに人気品種となる。環境への適応能力が高いが、湿り気のある土壌と半日陰を好み、耐寒性を持つ。日本でも数種が自生する。
普通、園芸でアスチルベと呼ばれるのはドイツのゲオルク・アレンズが育成し1908年に発表したAstillbe ×arendsii である。
- 花期：晩春-夏（5-9月）
- 花の色： 赤、ピンク、紫、白
- 草丈：20-150cm
- 原産国：日本（沖縄を除く）・中国・中央アジア・北アメリカ
- 花言葉：自由、気まま、恋の訪れ、繊細、落ちついた明るさ、燃える愛、献身、控えめ

誕生花は6月1日。

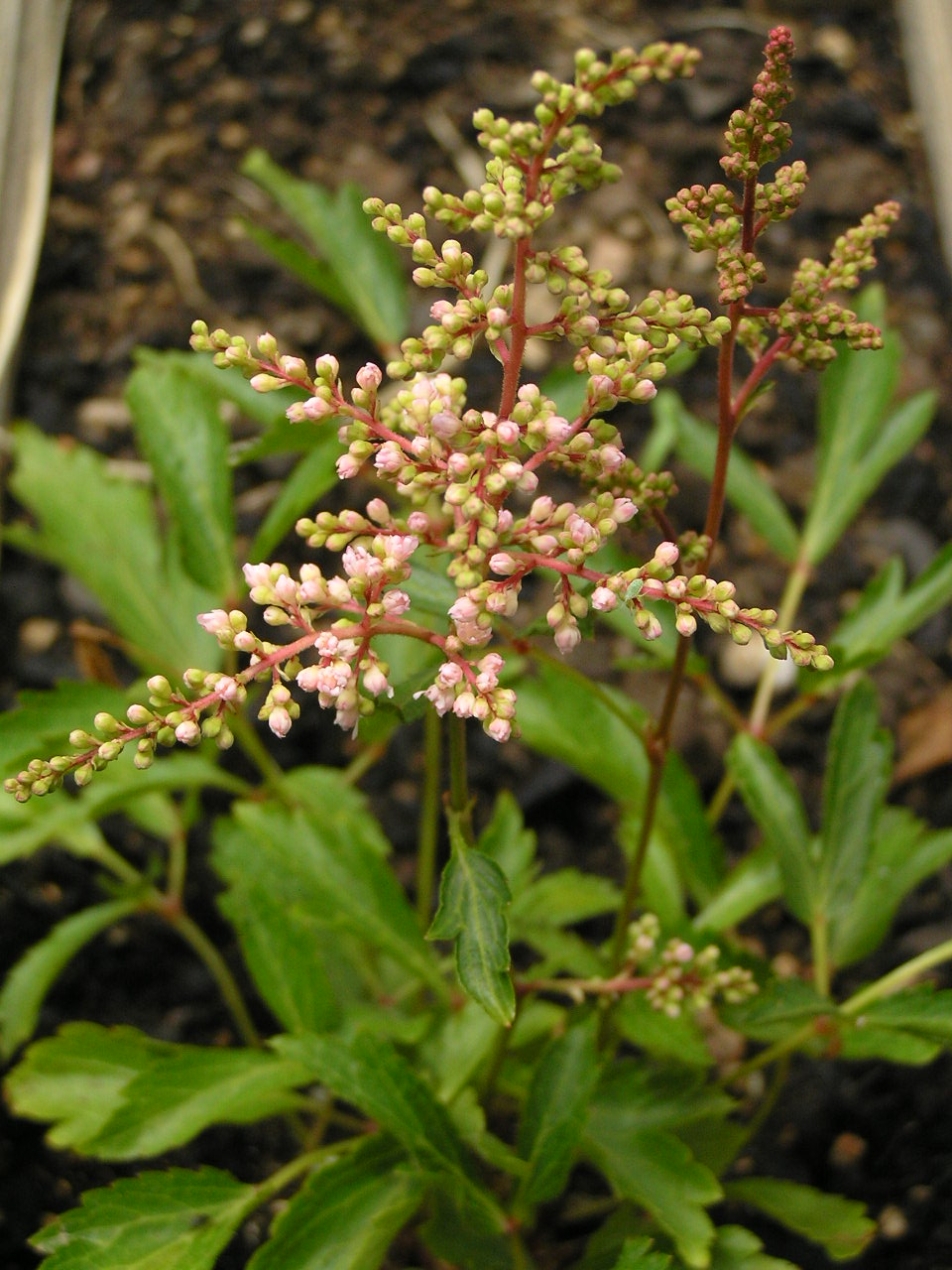
アスチルベの花（蕾、5月）
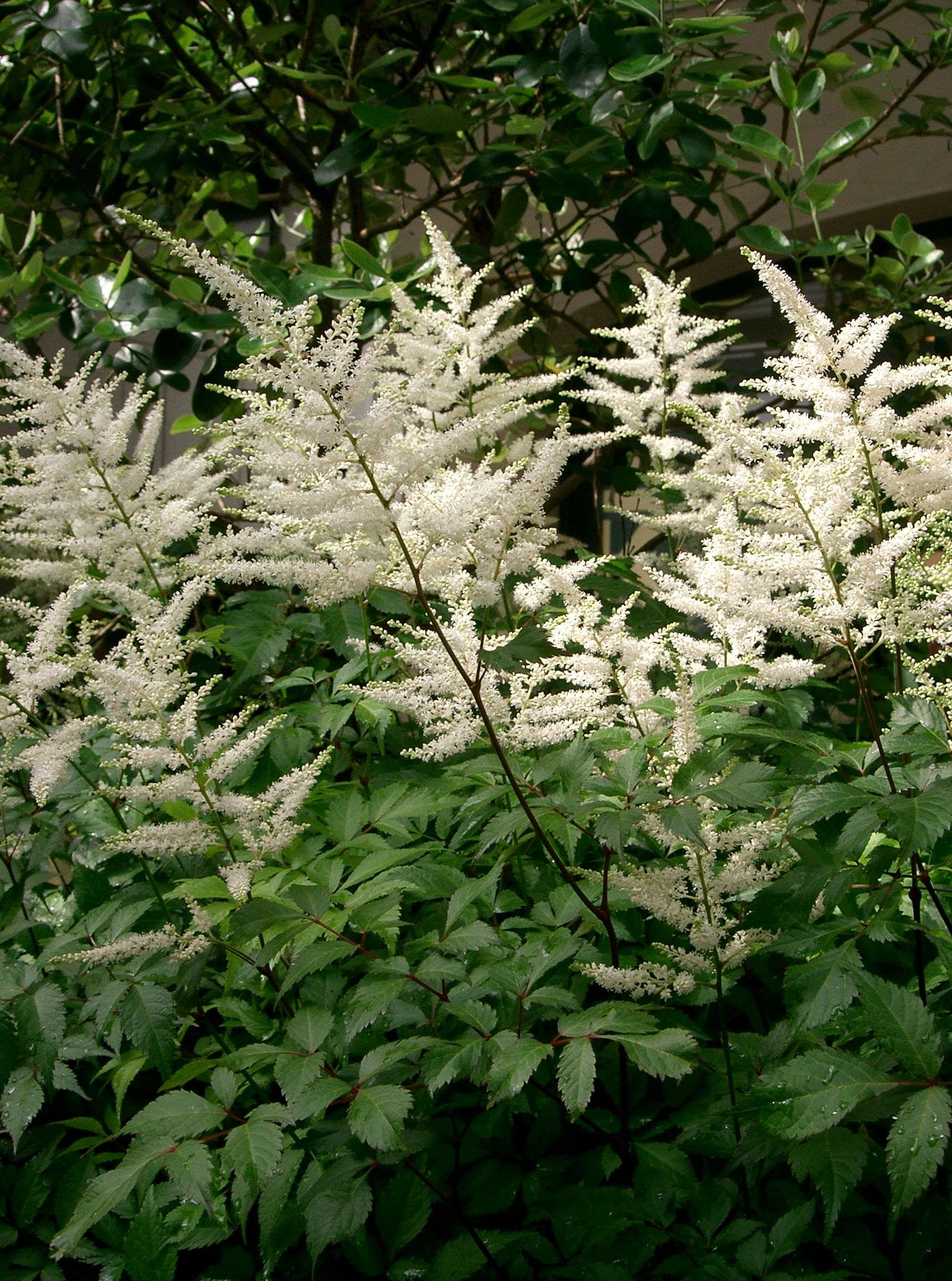
アスチルベの白花